# Gabriel Borra
Pour les articles homonymes, voir Borra.
Gabriel Borra, né le 5 janvier 1937 à Ruddervoorde et mort le 22 décembre 2019 à Bruges,, est un coureur cycliste belge.

## Biographie
En 1955, Gabriel Borra remporte les versions amateurs de Gand-Wevelgem et du Circuit Het Volk. L'année suivante, il brille sur la Course de la Paix en terminant troisième d'une étape et huitième du classement général. Il évolue ensuite au niveau professionnel entre 1958 et 1963. Durant cette période, il s'illustre principalement dans des courses belges en obtenant de nouvelles victoires et diverses places d'honneur. Il s'impose par ailleurs sur le Grand Prix de Denain en 1960. 

## Palmarès et résultats

### Palmarès par année
- 1954
  - 2e de Gand-Staden
  - 2e du championnat de Belgique sur route amateurs
- 1955
  - Circuit Het Volk amateurs
  - Gand-Wevelgem amateurs
  - 2eb et 6eb (contre-la-montre par équipes) étapes du Tour de Belgique amateurs
  - 2e de la Course des chats
- 1956
  - 3e de Gand-Wevelgem amateurs
- 1957
  - 3e de Gand-Wevelgem indépendants
- 1958
  - Tour des onze villes
  - Tielt-Anvers-Tielt
  - 2e du Circuit des Ardennes flamandes – Ichtegem
- 1959
  - 3e du Circuit du Houtland
- 1960
  - Grand Prix de Denain
  - 3e du Tour des Flandres B
- 1961
  - Circuit des Ardennes flamandes – Ichtegem
  - 1re étape d'À travers la Belgique
  - 2e du Grand Prix de la ville de Vilvorde
- 1962
  - Circuit de Flandre orientale
  - Ruddervoorde Koerse
  - Grand Prix Flandria
  - 2e du Circuit de la vallée de la Lys

### Résultats sur les grands tours

#### Tour d'Italie
1 participation
- 1959 : abandon